# Pravda (Comic)
Pravda (Pravda, la survireuse) ist ein erotischer Comic, der von Guy Peellaert gezeichnet und von Pascal Thomas getextet wurde und 1967 erschien.

## Handlung und Veröffentlichung
Die der französischen Sängerin Françoise Hardy nachempfundene Pravda, die nach Vorbild der niederländischen Provo-Bewegung eigentlich Prava heißen sollte, ist Anführerin einer weiblichen Rockerbande, die in einer futuristischen Stadt unterwegs ist und deren langhaarige Mitglieder nur mit einem Ledergürtel bekleidet die Öffentlichkeit terrorisieren. Gegner ist dabei nicht nur die Polizei, sondern auch eine männliche Rockergruppe.
Der französische Verleger Eric Losfeld veröffentlichte Pravda, la survireuse als Album, nachdem der Comic 1967 in der monatlich erscheinenden satirischen Zeitschrift Hara-Kiri erschienen war. Die deutschsprachige Ausgabe erschien 1968 übersetzt von Ingrid Eichler bei Schünemann mit einem Vorwort von Peter Zadek. Eine weitere deutschsprachige Veröffentlichung erfolgte 1973 als Fortsetzungsgeschichte im Comicmagazin Pip. Darüber hinaus ist unter anderem im Jahr 1968 eine niederländische Übersetzung erschienen.

## Rezeption
Der Spiegel sah 1968 in Pravda „ein Kind von Marlon Brando und Coca-Cola“, das „gewalttätig und antiautoritär […] ganz ohne politische Ideologie“ handele. In der Zeit schrieb Siegfried Schober 1969, dass, „wenn man sich an den hübschen Farben, den manchmal recht reizvollen optischen Einfällen und endlich an Fräulein Pravda persönlich sattgesehen“ habe, der Comic „dann gar nicht mehr so komisch, sondern recht bieder und langweilig“ sei. Am Beispiel der Pravda sieht Andreas C. Knigge „Angst vor der Zensur, vor der man sich durch deutlich zur Schau gestellten Kunstanspruch schützen wollte“.